# Mobaco
Mobaco is een Nederlands constructiespeelgoed van hout en karton dat geproduceerd werd door N.V. Plaatmetaalindustrie Van Mouwerik en Bal (Moubal) in Zeist. Moubal maakte één keer per jaar haar zware machines schoon waar normaal staal mee geponst werd om een paar weken lang Mobaco onderdelen uit gehard karton te stansen. 
In 1924 werden Mobaco Dozen 1 en 2 uitgebracht, en in de jaren daarop werd het assortiment uitgebreid tot 18 verschillende dozen: 000, 00, 0, 0+1, 0a, 1, 1a, 2, 2a, 3, 4, Station 1 en 2, Garage 1 en 2, Kleine Garage en Molen 1 en 2. 
Tijdens de Tweede Wereldoorlog is productie stopgezet. In 1949 werd de marketing overgenomen door Hausemann & Hötte (H&H) die Mobaco in een nieuw jasje stak en onder het Jumbo merk eerst Mobaco Dozen A t/m C uitbracht en later geheel vernieuwde dozen A t/m E verkocht, incl. 4 overgangsdozen AB, BC, CD en DE. Onderdelen werden nog steeds in Zeist gemaakt, maar de dozen werden door de Nederlandse Spellenfabriek (NSF) in Amsterdam gemaakt, eigendom van H&H. Eind jaren '50 liep de verkoop sterk terug en in 1961 is de verkoop gestaakt.
Mobaco is bemaat in inches. Het bestaat uit bruine, en later groene hardboard grondplaten van 1/4 inch dikte (6 mm), waarin vierkante gaten van 1/2 inch (12,7 mm) zijn gestanst op een afstand van 2-1/4 inch (59 mm). Grondplaten variëren in maat van 2 x 2 tot 8 x 4 gaten. Daarin passen beukenhouten paaltjes van 1/2 x 1/2 inch (12,7 mm), aan alle zijden voorzien van groeven. De paaltjes kunnen één, twee of drie etages hoog zijn. In de groeven passen wand-, deur- en raamelementen van geperst en gehard karton, in diverse kleuren. Voor de etages zijn er donkergrijze vloerplaten van gehard karton, met gaten voor de paaltjes. 
Er zijn ook dakelementen van dit gladde, geharde karton, altijd uitgevoerd in rood en bedoeld om altijd schuine daken te vormen, waarbij aan de nok haken zijn uitgestanst die in elkaar grijpen. Elke etage is 4 inches (102 mm) hoog, wat het een schaal geeft van ongeveer 1:30. Mobaco gebouwen zijn goed to combineren met Lego en Playmobil poppetjes. 
Vóór de Tweede Wereldoorlog waren Mobaco dozen bekleed met speciaal bruin papier met een fijne, glimmende structuur. De platte dozen waren aanvankelijk heel simpel en werden steeds mooier. Ze zaten tot de rand toe vol met onderdelen en kwamen met een bouwbeschrijving met diverse voorbeelden. Het was een hele kunst om alles weer in de doos te krijgen. De na-oorlogse Jumbo dozen waren felrood en naar verhouding veel groter met volop ruimte voor de onderdelen. 
Mobaco was redelijk populair als speelgoed voor 5- tot 14-jarigen. Het maakt het snel bouwen van allerlei bouwwerken makkelijk, en de gebruikte materialen doen vriendelijk aan. Als nadeel geldt dat de bouwsels er altijd een beetje vakwerkachtig uitzagen doordat de houten paaltjes goed te zien zijn aan de buitenkant. Ook was Mobaco aan de grote kant voor de in de jaren 50 van twintigste eeuw populaire Dinky Toys (schaal 1:43) en Spoor 0 treinen (schaal 1:43,5 tot 1:48). 
Het hoogtepunt van de populariteit lag in de jaren 1950. Mobaco werd uiteindelijk verdrongen door de opkomst van ander speelgoed zoals Lego.
Vanaf 1999 werd een aantal jaren lang een vergelijkbaar product gefabriceerd door miniPLEX B.V. te Wageningen. De platte onderdelen waren niet van karton maar van gefreesd berkentriplex.
Het Mobaco-bouwsysteem is te zien bij het Speelgoedmuseum ‘Op Stelten’ te Oosterhout (NB), het Museum Kinderwereld Roden, het Speelgoedmuseum Deventer, het Nationaal Tinnen Figuren Museum en het Brighton Toy and Model Museum. Veel informatie erover is te vinden op mobaco.nl, een virtueel Mobaco-museum.